# 陳元貞
陳元貞（越南语：／；1881年—？年），越南阮朝官員。

## 生平
陳元貞是乂安省演州府東城縣里齋總東塔社（今屬乂安省演州縣演鴻社）人，嗣德三十四年（1881年）出生，曾在鄉試中考中秀才。啟定四年（1919年），阮朝開最後一科會試，陳元貞以秀才身份應試，庭試考中副榜。後任兵部承派、石城知縣。